# ASCENSION
『ASCENSION』（アセンション）は、日本の女性歌手MISIAの7枚目のオリジナル・アルバムである。2007年2月7日発売。発売元はRhythmedia Tribe。

## 概要
オリジナル・アルバムとしては前作『SINGER FOR SINGER』より約2年3ヶ月ぶりとなった。
初回限定盤と通常盤の2種類で発売された。初回限定盤は、ホログラム付きのスペシャル・スリーブ・パッケージ仕様とボーナストラック「Sea of Dreams 〜Tokyo DisneySea 5th Anniversary Theme Song〜」（16thシングル）収録。初回限定盤、通常盤ともに36Pブックレット仕様。
Rhythmedia Tribeからのリリース作品としては本作が最後となった。
「TYO」、「Stay in my heart」、「月」、「星の銀貨」は2006年7月31日から8月27日にかけて開催されたライブ『星空のライヴIII 〜Music is a joy forever〜』で本作の発売より早く披露され、同年12月6日に発売された同タイトルのDVDに収録されている（2008年12月17日、BMG JAPANより再発売）。
2008年12月17日にBMG JAPANより発売された再発盤は、ボーナストラック「Rio」（未発表曲）収録。ジャケットはオリジナル初回限定盤のスペシャル・スリーブ・パッケージで使用された写真に差し替えられ、ブックレットも編集されている。

## 収録曲
1. Color of Life
（作詞・作曲：MISIA／編曲：Joi）
トヨタ自動車「WiSH」CMソング
15thシングル。
2. FUTURE FUNK
（作詞：MISIA／作曲・編曲：SAKOSHIN）
3. Remember Lady
（作詞：MISIA／作曲・編曲：佐々木潤）
4. TYO
（作詞・作曲：MISIA／編曲：SAKOSHIN）
5. 太陽がくれたプレゼント
（作詞・作曲：MISIA／編曲：Mits Ishibashi）
住友生命「LIVE ONE」CMソング
15thシングルのカップリング曲。
6. Stay in my heart
（作詞：MISIA／作曲・編曲：Sinkiroh）
7. 月
（作詞：宮沢和史／作曲・編曲：Sinkiroh）
8. SHININ' 〜虹色のリズム〜
（作詞：MISIA／作曲・編曲：Joi）
花王「ビオレ」CMソング
配信限定シングル。
9. 砂の城
（作詞：高野寛／作曲・編曲：Sinkiroh）
10. Angel
（作詞：MISIA／作曲：Shusui／編曲：岩田雅之）
プロモーションビデオが制作されている。
11. LUV PARADE
（作詞：MISIA／作曲：Andreas Grill・Nick Malmestrom／編曲：CHOKKAKU）
ドワンゴ「★いろメロミックスDX」CMソング
エイベックス・マーケティング「music.jp」CMソング
エムティーアイ「ミュウモ」CMソング
15thシングル。
12. We are the music
（作詞：MISIA／作曲：松本俊明／編曲：長岡成貢）
13. Song for you
（作詞：MISIA／作曲・編曲：星克典）
NTTコミュニケーションズ「OCNミュージックストア」CMソング
配信限定シングル及びライブDVD『THE SINGER SHOW THE TOUR OF MISIA 2005』同梱シングル。
14. 星の銀貨
（作詞：MISIA／作曲・編曲：佐々木潤）

BONUS TRACK
1. SEA OF DREAMS
（作詞：MISIA／作曲・編曲：John Kavanaugh）
「東京ディズニーシー5thアニバーサリー」テーマ・ソング
16thシングル。初回限定盤のみ収録。
2. Rio
（作詞・作曲・編曲：Joi）
未発表曲。再発盤のみ収録。

## 演奏
- MISIA
  - Vocal
  - Backing Vocals (#1-9.11.12.14)
  - Backing Vocals Arrangement (#1.2.4.6.7.8.9.11.12)
- Joi
  - Keyboards & Programming (#1.8)
  - Backing Vocals (#1)
  - Backing Vocals Arrangement (#1.7.8)
- Fania：Poetry (#1)
- 長谷川学：Guitar (#1.8)
- 松本俊行：Keyboards (#1)
- SAKOSHIN：Keyboards & Programming (#2.4)
- TIGER
  - Backing Vocals (#2.4.5)
  - Backing Vocals Arrangement (#2.4)
- 熊原正幸：Keyboards & Programming (#3.14)
- 石成正人：Guitar (#3.13.14)
- 佐々木潤：Backing Vocals Arrangement (#3.14)
- Mits Ishibashi：Guitar, Keyboards & Programming (#5)
- 佐々木久美
  - Organ (#5)
  - Backing Vocals, Backing Vocals Arrangement (#5.7)
- 佐々木史郎：Trumpet (#5.11)
- 鈴木正則：Trumpet (#5.14)
- 佐野聡
  - Trombone (#5.11.14)
  - Brass Arrangement (#5.14)
- 小池修
  - Tenor Sax (#5.11)
  - Flute (#11)
- 島野聡 (Sinkiroh)
  - Keyboards & Programming (#6.7.9)
  - Backing Vocals Arrangement (#6.9)
- 鈴木健治：Guitar (#6.7)
- 種子田健：Bass (#6.7.11)
- 重実徹：Piano (#6)
- Erno Orah, David Peynenborgh, Vincenzo Viora, Deni Koenders, Ruben Margarita, Jenheke Tesselaar, Paola Viola, Monique Van Zelst：Violin (#6.7.10.12)
- Arno Vrijens, Norman Jansen, Ilse Nieuwold：Viola (#6.7.10.12)
- Anders Davidson, Scarlett Arts：Cello (#6.7.10.12)
- Larry Hochman：Strings Arrangement (#6.7.10.12)
- Danny Overweg Malando：Contrabass (#7)
- 飯星裕史：Keyboards (#8)
- 橋田正人：Percussion (#8)
- 弦一徹ストリングス：Strings (#9.11)
- 弦一徹：Strings Arrangement (#9)
- 岩田雅之：Keyboards & Programming (#10)
- 山崎教昌：Piano (#10)
- CHOKKAKU：Guitar, Keyboards & Programming (#11)
- 長岡成貢：Keyboards & Programming (#12)
- 草間信一：Rhodes (#13)
- 大神田智彦：Bass (#13)
- 佐野康夫：Drums (#13)
- 坂井秀彰：Percussion (#13)
- 桑野聖ストリングス：Strings (#13)
- 奈良部匠平：Strings Arrangement (#13)
- 渡辺等：Bass (#14)
- 春名正治：Tenor Sax (#14)